# Magdalena Aguiló
Magdalena Aguiló Victory (Palma de Mallorca 30 de enero de 1954) es una comisaria independiente y gestora cultural española. Directora de la Fundación Pilar y Joan Miró de Palma de Mallorca entre los años 2004 y 2011.

## Trayectoria profesional
Es licenciada en Historia en la Universidad de Barcelona. Ha desarrollado su carrera profesional como comisaria y gestora cultural principalmente en su ciudad natal, Palma de Mallorca, en esta ciudad ha comisariado numerosas exposiciones de arte contemporáneo. Su primer trabajo lo desarrolló en la Fundación La Caixa en Palma, Barcelona y Granollers, realizando actividades culturales durante los años 1979 -1983. Posteriormente fue Técnica de Actividades Artísticas del Casal Solleric, 1985-1987 y antes de acometer la dirección de la Fundación Miró fue Subdirectora del Centre de Cultura “Sa Nostra”  de 1989 a 2003.
Ha participado en foros, seminarios y congresos, así como en jurados de expertos y profesionales del mundo cultural, como directora de la Fundación Pilar i Joan Miró de 2004 a 2011. En el año 2008 organizó un acto homenaje a Joan Miró titulado Juntos por la memoria de Joan Miró.

## Comisariado de exposiciones
Ha comisariado y dirigido proyectos de numerosas exposiciones en Palma y en distintas ciudades españolas desde los años ochenta hasta lel año 2020. Así como también ha dirigido exposiciones de Joan Miró en países extranjeros durante su etapa de directora de la Fundación Miró en Palma.
Entre sus comisariados figura la exposición dedicada al artista alemán Joseph Beuys que después de inaugurarse en Palma en el año 1992, viajó al Museo de Arte Contemporáneo de Sevilla en 1993, al Palacio de los Condes de  Gabia de Granada en 1993 y al Museo de Arte Contemporáneo de Ibiza, entre otros.
También la muestra de Domenico Gnoli inaugurada en el Centre de Cultura Sa Nostra de Palma en el año 1997.
Se destaca  también el proyecto dedicado a  Erwin Broner en 1994 seleccionado por la Primavera del Disseny de Barcelona, y expuesto en Palma, Museo de Arte Contemporáneo de Ibiza y Caixa de Sabadell (Barcelona).
En 1998 comisarió una exposición dedicada  a la obra de Paloma Navares; así como ha dirigido proyectos de las exposiciones  de Christiane Lohr, Mónica Fuster, Marta Blasco y Louise Bourgeois.
Otros proyectos han sido:  Del arte povera a nuestros dias en el año 2002 a partir de la colección Christian Stein de Milano 
Miró-Portabella, Poética y Transgrresión"  expuesta en La Fundació Pilar i Joan Miró de Mallorca en 2009 y en el Centre Fontana d'Or de Caixa Girona. 
En el año 2018-2019  realiza el comisariado en  Museo de Mallorca  del artista Horacio Sapere, en ella dialoga con obras históricas del fondo del museo  titulada  Els secrets de la Muntanya,
Miquel Àngel Joan - Llonovoy  expuso en el año 2017 con el título Humanimals en la galeria Gerhardt Braun Gallery

## Publicaciones
Ha escrito numerosos catálogos de artistas y de exposiciones desde los años ochenta hasta la actualidad, así como colaboraciones en diarios, revistas y ediciones de libros.
Colaboradora habitual con el Diario de Mallorca
En el directorio de la Biblioteca nacional figura un listado de sus colaboraciones en numerosas publicaciones

### Libros
- Joan Miró, paisajes, Editorial Caja de Ahorros San Fernando de Sevilla y Jerez (Sevilla) / 978-84-95952-67-7
- Ceràmiques Escalas, Margalida / Aguiló Victory, Editorial  Caixa de Balears Sa Nostra / 978-84-89632-91-2
- Joan Miró, era 1962-2017. Seguirem somniant, Editorial Lleonard Muntaner Editor / 978-84-16554-86-7[2]
- Joan Miró, paisajes,, Fundación Caixa de Girona Editorial / 978-84-609-9301-8
- Per viure en el record,  Editorial Lleonard Muntaner / 978-84-95360-46-5
- Miróː Fundación Pilar y Joan Miró en Mallorca, editorial  Lunwerg, S.L. 2006, ISBN 849785215X[17]